# (43804) Peterting
(43804) Peterting est un astéroïde de la ceinture principale.

## Description
(43804) Peterting est un astéroïde de la ceinture principale. Il fut découvert le 10 septembre 1991 à Tautenburg par Lutz Dieter Schmadel et Freimut Börngen. Il présente une orbite caractérisée par un demi-grand axe de 3,21 UA, une excentricité de 0,15 et une inclinaison de 7,5° par rapport à l'écliptique.

## Compléments